# Znělá glotální frikativa
Znělá glotální frikativa je souhláska, která se vyskytuje v některých jazycích. V mezinárodní fonetické abecedě se označuje symbolem ɦ, číselné označení IPA je 147, ekvivalentním symbolem v SAMPA je h\.

## Charakteristika
- Způsob artikulace: třená souhláska (frikativa). Vytváří se pomocí úžiny (konstrikce), která se staví do proudu vzduchu, čímž vzniká šum – od toho též označení úžinová souhláska (konstriktiva).
- Místo artikulace: hlasivková souhláska (glotála). Úžina se vytváří v hlasivkách.
- Znělost: znělá souhláska – při artikulaci hlasivky kmitají. Neznělým protějškem je h.
- Ústní souhláska – vzduch prochází při artikulaci ústní dutinou.
- Středová souhláska – vzduch proudí převážně přes střed jazyka spíše než přes jeho boky.
- Pulmonická egresivní hláska – vzduch je při artikulaci vytlačován z plic.

## V češtině
V češtině se tato hláska zaznamenává písmenem H, h.
Znělostní pár v češtině tvoří s neznělým velárním /ch/ [x], ačkoliv se každá hláska tvoří na jiném místě. Například tedy slovo vrh vyslovujeme [vr̩x].

## V jiných jazycích
Hláska zaznamenávaná v cizích jazycích písmenem /h/ se na rozdíl od češtiny častěji vyslovuje jako neznělá [h].

### Slovanské jazyky
Ve většině slovanských jazyků se [ɦ] nevyskytuje, místo něj zůstává původní [g]. Kromě češtiny je [ɦ] ještě ve slovenštině, kde se rovněž zapisuje písmenem H, h. Dále se vyskytuje v rusínštině, běloruštině a ukrajinštině, které používají cyrilici, v níž k zaznamenání této hlásky slouží písmeno Г, г (ve většině ostatních jazyků píšících cyrilicí značí toto písmeno hlásku [g]), a písmeno h nejčastěji označuje zvuk českěj hláski Ch tj. /x/(např. polština, srbština, chorvatský, černohorský atd.)